# Dictablanda del general Berenguer

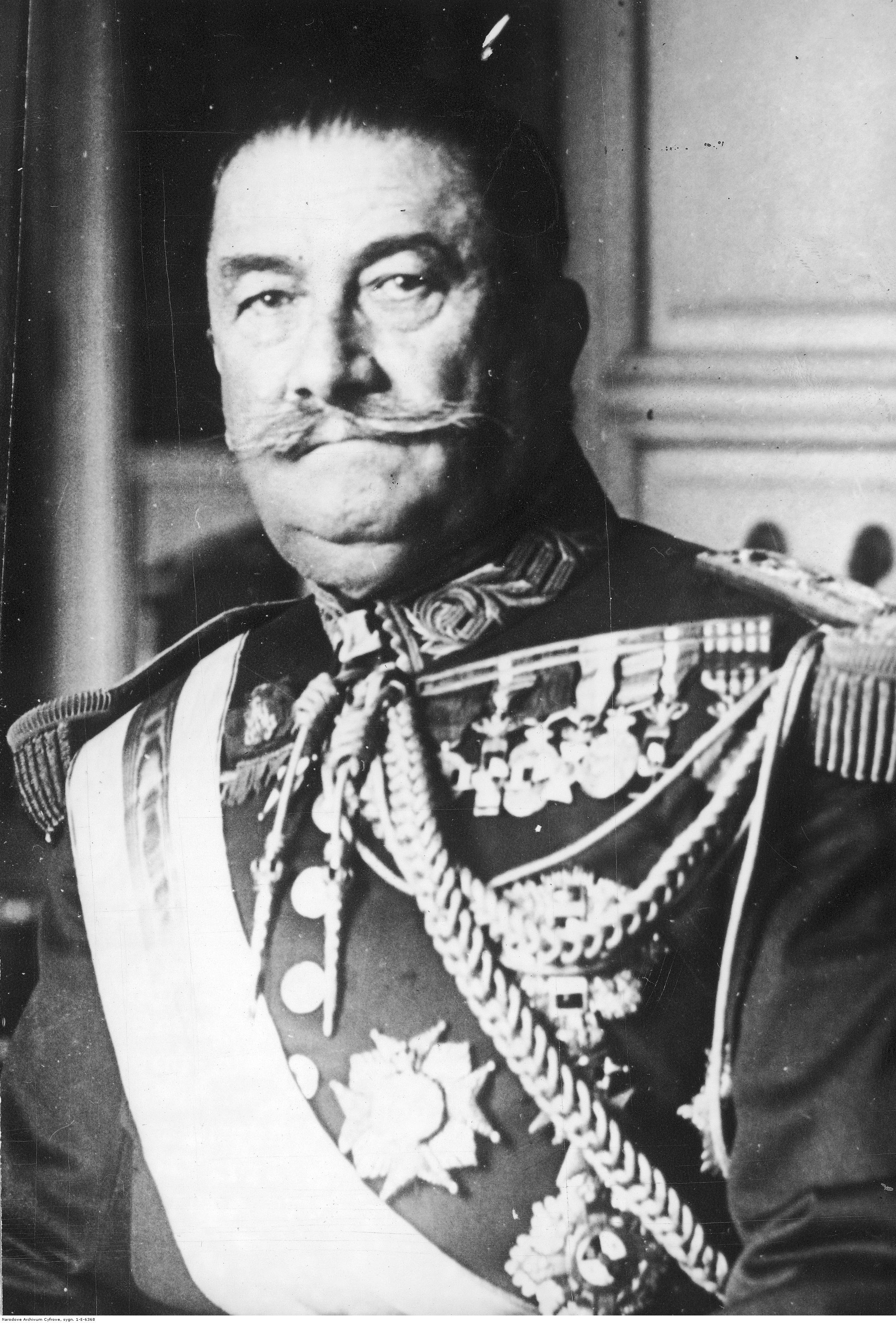
General Dámaso Berenguer

La dictablanda del general Berenguer és el nom amb què es coneix popularment l'últim període de la Restauració i del regnat d'Alfons XIII, caracteritzat pel govern del general Dámaso Berenguer. Berenguer va ser nomenat pel rei el gener de 1930 perquè restablís la "normalitat constitucional" després de la Dictadura de Primo de Rivera i al que va seguir el breu govern de l'almirall Juan Bautista Aznar-Cabañas, entre febrer i abril de 1931, que donaria pas a la proclamació de la Segona República Espanyola. El terme "dictablanda" va ser utilitzat de forma satírica per la premsa per referir-se a la indefinició del govern de Berenguer que ni va continuar amb la Dictadura anterior, ni va restablir plenament la Constitució Espanyola de 1876, ni de bon tros va convocar eleccions a "Corts Constituents" com exigia l'oposició republicana.

## "L'error Berenguer"

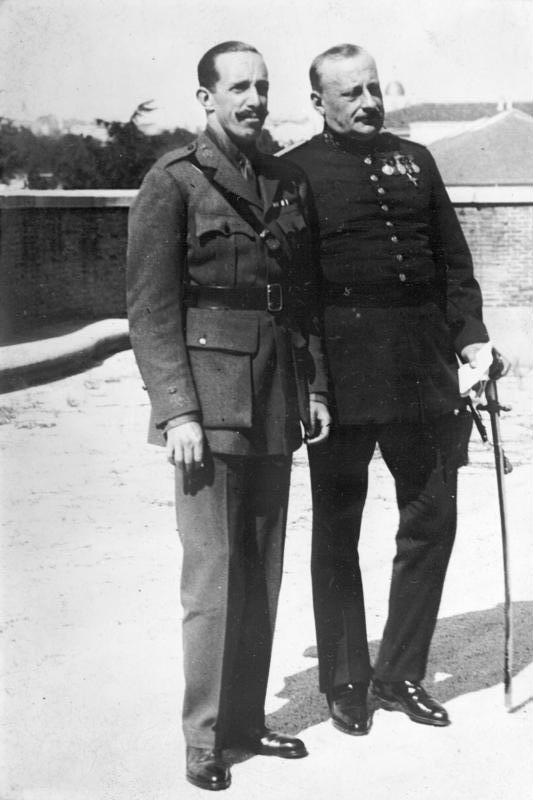
Alfons XIII i el general Primo de Rivera

El 28 de gener de 1930 Alfons XIII va nomenar president del govern el general Dámaso Berenguer, cap de la seva Cambra Militar, amb el propòsit de retornar a la "normalitat constitucional". Però això ja no era possible si es pretenia enfocar el procés de transició cap a un règim liberal, simplement mitjançant el restabliment de la situació prèvia al cop d'estat de 1923, és a dir, sense tenir en compte la vinculació que havia existit entre la Corona i la Dictadura de Primo de Rivera. I aquest va ser l'error que va cometre el mateix rei i el seu govern: intentar tornar a la Constitució de 1876, quan en realitat portava ja sis anys abolida, perquè des de 1923 Alfons XIII era un rei sense Constitució, i el seu poder durant aquest temps no havia estat legitimat per ella, sinó pel cop d'estat que el rei va acceptar. La Monarquia s'havia vinculat a la Dictadura i ara pretenia sobreviure quan la Dictadura havia caigut.
Els polítics republicans i "monàrquics sense rei", així com nombrosos juristes, van denunciar que la tornada a la "normalitat constitucional" era impossible. El jurista Mariano Gómez González escrivia el 12 d'octubre de 1930: "Espanya viu sense Constitució". La Dictadura de Primo de Rivera, en violar la Constitució de 1876, havia obert un procés constituent, afirmava Gómez, que només la Nació podia tancar amb una tornada a la normalitat conduït per 
| « | un Govern constituent, unes eleccions constituents, presidides per un poder neutral que no fos part bel·ligerant en el conflicte creat per la Dictadura, un sistema de llibertat i garanties ciutadanes de plenitud constituent i Corts amb autoritat suprema per crear la nova legalitat comuna. | » |

El general Berenguer va tenir molts problemes per conformar el seu govern perquè els partits dinàstics, el Partit Liberal Fusionista i el Partit Liberal Conservador, després de sis anys de Dictadura havien deixat d'existir, ja que mai van ser veritables partits polítics sinó xarxes clientelars l'única fi de les quals era ocupar el poder cada cert temps, gràcies al frau electoral institucionalitzat del sistema caciquil.
A títol individual la majoria dels polítics dels partits del torn es van negar a col·laborar, pel que Berenguer només va poder comptar amb el sector més reaccionari del conservadorisme que encapçalava Gabino Bugallal Araujo. En les seves "Memorias de la reserva y apartamiento" es va queixar que les "organitzacions monàrquiques… arrossegaven una vida lànguida i gairebé clandestina, acumulant greuges i rancors, reduïdes al manteniment dels seus quadres en concentrada i irada actitud de protesta".
Per la seva banda la Unión Patriótica, el partit únic de la Dictadura convertida en 1930 en la Unión Monárquica Nacional, i que estava perdent afiliats, tampoc va fer costat al govern Berenguer per la seva oposició al règim constitucional. Així doncs, la Monarquia no va tenir a la seva disposició cap organització política capaç de conduir el procés de transició.
La política que va portar a terme el govern Berenguer tampoc va ajudar a salvar la Monarquia. La lentitud amb què van ser aprovades les mesures liberalitzadores va fer dubtar que l'objectiu del govern fos realment restablir la "normalitat constitucional". Per això en la premsa es va començar a qualificar al nou poder com a "dictablanda".
Aleshores alguns polítics dels partits dinàstics es definiren com a "monàrquics sense rei" (com Angel Ossorio y Gallardo) i altres es passaren al camp republicà (Miguel Maura Gamazo, fill d'Antoni Maura, i Niceto Alcalá Zamora, que fundaren el nou partit de la Dreta Liberal Republicana). José Ortega y Gasset va publicar el 14 de novembre de 1930 un article titulat "El error Berenguer", que va tenir una enorme ressonància i en el qual acabava dient: "Espanyols, el vostre Estat no existeix! Reconstruïu-lo! Delenda est Monarchia [paràfrasi de la frase de Marc Porci Cató Censorí "Delenda est Cartago": Cartago ha de ser destruïda]". En l'article deia que, després de la Dictadura, "el Règim" havia respost amb el Govern Berenguer,
| « | que la seva política significa: Tornem tranquil·lament a la normalitat pels mitjans més normals, fem ‘com si’ aquí no hagués passat res radicalment nou, substancialment anormal. Això és tot el que el Règim pot oferir, en aquest moment tan difícil per a Europa sencera, als vint milions d'homes ja maltrets d'antic, després d'haver-los vexat, calcigat, envilit i esquilmat durant set anys. I, no obstant això, pretén, impàvid, seguir al capdavant de les destinacions històriques d'aquests espanyols i d'aquesta Espanya (...) Però aquesta vegada s'ha equivocat. Aquest és l'error Berenguer. Al cap de deu mesos, l'opinió pública està menys resolta que mai a oblidar la gran viltá [gran vilesa, en italià] que va ser la Dictadura. El règim segueix solitari, acordonat, com a leprós en llatzeret. | » |

## La pèrdua de suports polítics i socials de la Monarquia d'Alfons XIII
Al llarg de 1930 es van anar acumulant tots els símptomes que anunciaven que no seria possible la tornada a la situació anterior a 1923, perquè la Monarquia estava aïllada. Els sectors socials que sempre l'havien recolzat, com els patrons i els empresaris, van començar a abandonar-la perquè desconfiaven de la seva capacitat per sortir d'"aquell garbull”. Tampoc va disposar la Monarquia del suport de la classe mitjana (la influència de l'Església en aquest sector estava reduint-se substituïda per les idees democràtiques i socialistes), i els intel·lectuals i els estudiants universitaris van mostrar clarament el seu rebuig al rei.
Un dels pocs suports amb què explicava la Monarquia era l'Església Catòlica (que li guardava reconeixement per haver restaurat la seva tradicional posició en la societat), però aquesta es trobava a la defensiva enfront de la marea de republicanisme i democràcia que estava vivint el país. L'altre suport era l'Exèrcit, que acabava de passar per una experiència de poder que havia obert bretxes en el seu si i en un sector s'estava esquerdant la fidelitat al rei. "Potser l'exèrcit mai participaria com a tal en una conjura contra la Monarquia però tampoc faria res, arribat el cas, per salvar el tron i fins i tot no pocs militars es van apressar a prestar la seva col·laboració als conspiradors antimonàrquics".

## L'auge del republicanisme i el Pacte de Sant Sebastià
Els canvis socials i de valors que s'havien produït en els últims trenta anys no eren res favorables al restabliment del sistema de poder de la Restauració. Això, unit a la identificació que es va produir entre Dictadura i Monarquia, explica el sobtat auge del republicanisme a les ciutats. Així, en aquest ràpid procés de politització, les classes populars i les classes mitjanes urbanes van arribar a la conclusió (com la Dictadura acabava de demostrar) que Monarquia era igual a despotisme i democràcia era igual a República. En 1930 "l'hostilitat enfront de la Monarquia es va estendre com un huracà imparable per mítings i manifestacions arreu d'Espanya"; "la gent començà a llançar-se alegrement al carrer, amb qualsevol pretext, a la menor ocasió, per a vitorejar la República”. A la causa republicana també s'hi sumaren els intel·lectuals que formaren la Agrupación al Servicio de la República (dirigida per José Ortega y Gasset, Gregorio Marañón i Ramón Pérez de Ayala).

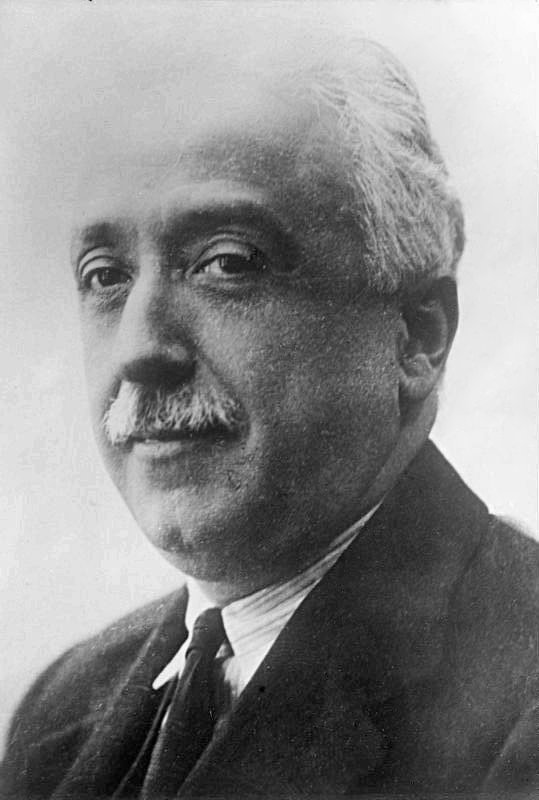
Niceto Alcalá-Zamora

El dia 17 d'agost de 1930 va tenir lloc el Pacte de Sant Sebastià en la reunió promoguda per l'Aliança Republicana en la qual sembla que (ja que no s'hi va estendre acta escrita) s'acordà l'estratègia per a posar fi a la Monarquia d'Alfons XIII i proclamar la Segona República Espanyola. A la reunió hi assistiren segons consta en la "Nota oficiosa" feta pública l'endemà, per l'Aliança Republicana, Alejandro Lerroux, del Partit Republicà Radical, i Manuel Azaña, d'Acció Republicana; pel Partit Radical-Socialista, Marcel·lí Domingo, Álvaro de Albornoz i Ángel Galarza; per la Dreta Liberal Republicana, Niceto Alcalá-Zamora i Miguel Maura; per Acció Catalana, Manuel Carrasco i Formiguera; per Acció Republicana de Catalunya, Macià Mallol i Bosch; per Estat Català, Jaume Aiguader; i per la Federació Republicana Gallega, Santiago Casares Quiroga. A títol personal també hi assistiren Indalecio Prieto, Felipe Sánchez Román, i Eduardo Ortega y Gasset, germà del filòsof. Gregorio Marañón no hi pogué assistir, però envià una "entusiàstica carta d'adhesió".
A l'octubre de 1930 es van sumar al Pacte, a Madrid, les dues organitzacions socialistes, el PSOE i la UGT, amb el propòsit d'organitzar una vaga general que fos acompanyada d'una insurrecció militar que fiqués a "la Monarquia als arxius de la Història", tal com es deia en el manifest fet públic a mitjan desembre de 1930. Per dirigir l'acció es va formar un comitè revolucionari integrat per Niceto Alcalá-Zamora, Miguel Maura, Alejandro Lerroux, Diego Martínez Barrio, Manuel Azaña, Marcel·lí Domingo, Álvaro d'Albornoz, Santiago Casares Quiroga i Lluís Nicolau d'Olwer, pels republicans, i Indalecio Prieto, Fernando de los Ríos Urruti i Francisco Largo Caballero, pels socialistes. La CNT, per la seva banda, continuava el seu procés de reorganització (encara que en aixecar-se la seva prohibició només se li va deixar reconstituir-se a nivell provincial), i d'acord amb el seu ideari llibertari i "antipolític" no va participar en la conjunció republicano-socialista, per la qual cosa continuaria actuant en la pràctica com un "partit antisistema” d'esquerra revolucionària.

## El fracàs del primer assalt a la Monarquia
El comitè revolucionari republicà-socialista, presidit per Alcalá Zamora, que celebrava les seves reunions a l'Ateneo de Madrid, va preparar la insurrecció militar que seria abrigallada al carrer per una vaga general. Aquest recurs a la violència i a les armes per aconseguir el poder i canviar un règim polític l'havia legitimat el mateix cop d'estat que va portar la Dictadura. A mitjan desembre de 1930 el comitè va fer públic un manifest que deia:
| « | ESPANYOLS! Sorgeix de les entranyes socials un profund clam popular que demanda justícia i un impuls que ens mou a procurar-la. Posades les seves esperances en la República, el poble està ja al carrer. Per servir-li hem volgut tramitar la demanda pels procediments de la llei, i se'ns ha tancat el camí. (…) Segurs estem que per sumar als nostres els seus contingents s'obriran les portes dels tallers i les fàbriques, dels despatxos, de les Universitats, fins a de les casernes. Venim a derrocar la fortalesa en què s'ha encastellat el poder personal, a ficar la Monarquia als arxius de la Història i a establir la República sobre la base de la sobirania nacional representada en una Assemblea Constituent. Mentre, nosaltres, conscients de la nostra missió i la nostra responsabilitat, assumim les funcions del Poder Públic amb caràcter de Govern provisional. Visca Espanya amb honra! Visca la República! | » |

No obstant això, la vaga general no va arribar a declarar-se i el pronunciament militar va fracassar fonamentalment perquè els capitans Fermín Galán i Ángel García Hernández van revoltar la guarnició de Jaca el 12 de desembre, tres dies abans de la data prevista. Aquests fets es coneixen com a insurrecció de Jaca i els dos capitans insurrectes van ser sotmesos a un consell de guerra sumaríssim i afusellats. Aquest fet va mobilitzar extraordinàriament a l'opinió pública en memòria d'aquests dos "màrtirs" de la futura República.

## El govern de l'almirall Aznar i la caiguda de la Monarquia
Malgrat el fracàs de l'acció en favor de la República dirigida pel comitè revolucionari, els membres del qual van ser detinguts, es van amagar o van fugir fora del país, el general Berenguer es va sentir obligat a restablir la vigència de l'article 13 de la Constitució de 1876 (que reconeixia les llibertats públiques d'expressió, reunió i associació) i convocar per fi les eleccions generals per l'1 de març de 1931 amb l'objectiu d'arribar a constituir un Parlament que, enllaçant amb les Corts anteriors a l'última etapa [la Dictadura de Primo de Rivera] restablís en la seva plenitud el funcionament de les forces cosobiranes [el rei i les Corts] que són eix de la Constitució de la Monarquia Espanyola. No es tractava, doncs, ni de Corts Constituents, ni d'unes Corts que poguessin escometre la reforma de la Constitució, per la qual cosa la convocatòria no va trobar cap suport, ni tan sols entre els partits monàrquics.

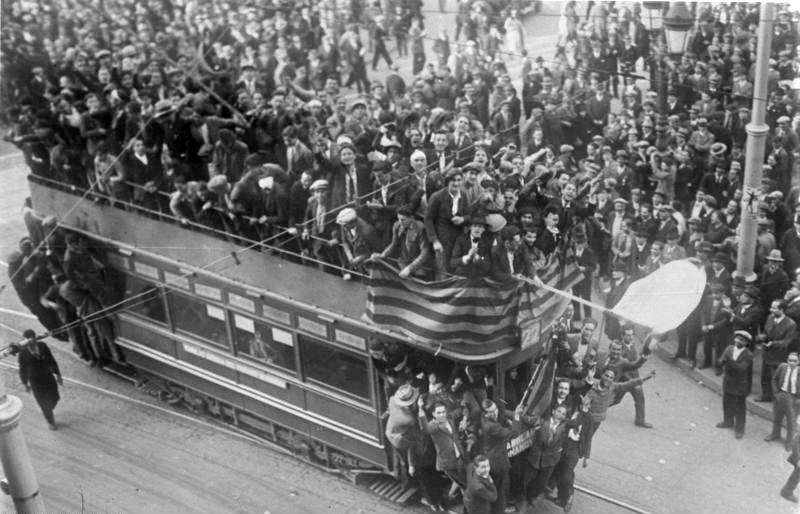
Proclamació de la Segona República.

El 13 de febrer de 1931 el rei Alfons XIII posava fi a la dictablanda del general Berenguer i nomenava nou president a l'almirall Juan Bautista Aznar-Cabañas, després d'intentar sense èxit que acceptés el càrrec el liberal Santiago Alba Bonifaz i el conservador "constitucionalista" Rafael Sánchez Guerra (qui es va entrevistar amb els membres del "comitè revolucionari" que estaven a la presó per demanar-los que participessin en el seu gabinet, al que aquests s'hi van negar: "Nosaltres amb la Monarquia no hem de fer ni de dir res", li va respondre Miguel Maura). Aznar va formar un govern de "concentració monàrquica" en el qual van entrar vells caps dels partits liberal i conservador, com el comte de Romanones, Manuel García Prieto, Gabriel Maura Gamazo, fill d'Antoni Maura, i Gabino Bugallal. El govern va proposar un nou calendari electoral: se celebrarien primer eleccions municipals el 12 d'abril, i després eleccions a Corts que tindrien el caràcter de Constituents, per la qual cosa podrien procedir a la revisió de les facultats dels Poders de l'Estat i la precisa delimitació de l'àrea de cadascun (és a dir, reduir les prerrogatives de la Corona) i a una adequada solució al problema de Catalunya.
El 20 de març, en plena campanya electoral, es va celebrar el consell de guerra contra el "comitè revolucionari" que havia dirigit el moviment cívico-militar que havia fracassat després de la insurrecció de Jaca. El judici va esdevenir una gran manifestació d'afirmació republicana i els acusats van recuperar la llibertat.
Tothom va entendre les eleccions municipals espanyoles de 1931 com un plebiscit sobre la Monarquia, per la qual cosa quan es va saber que les candidatures republicano-socialistes havien guanyat en 41 de les 50 capitals de província (era la primera vegada en la història d'Espanya que un govern era derrotat en unes eleccions, encara que a les zones rurals havien guanyat els monàrquics perquè el vell caciquisme seguia funcionant), el comitè revolucionari va fer públic un comunicat afirmant que el resultat de les eleccions havia estat "desfavorable a la Monarquia [i] favorable a la República" i va anunciar el seu propòsit d'”actuar amb energia i prestesa a fi de donar immediata efectivitat a [els] afanys [d'aquesta Espanya, majoritària, anhelant i juvenil] implantant la República”. El dimarts 14 d'abril es va proclamar la República des de les balconades dels ajuntaments ocupats pels nous regidors i el rei Alfons XIII es va veure obligat a abdicar i abandonar el país. Aquest mateix dia el comitè revolucionari va esdevenir el Primer Govern Provisional de la Segona República Espanyola.